# Лейва, Брайан
Брайан Леонардо Лейва Варгас (исп. Brian Leonardo Leiva Vargas; 21 февраля 1998 года, Пунта-Аренас, Чили) — чилийский футболист, нападающий клуба «Сан-Антонио Унидо».

## Клубная карьера
Воспитанник клуба «Универсидад Католика». С 2017 года тренируется с основной командой. 30 июля 2017 года дебютировал в чилийской Примере в поединке против «Универсидад де Консепсьона», выйдя на замену на 90-й минуте вместо Карлоса Эспиносы.

## Карьера в сборной
В составе сборной Чили до 17 лет принимал участие в чемпионате мира по футболу среди юношеских команд 2015 года, провёл на турнире три встречи, забил один мяч.